# Dwiński Okręg Wojskowy
Dwiński Okręg Wojskowy (ros. Двинский военный округ) – istniejący od 1914 (po rozpoczęciu I wojny światowej) do 1918 jeden z okręgów wojskowych Imperium Rosyjskiego .